# Шамрок Лејк (Индијана)
Шамрок Лејк (енгл. Shamrock Lakes) град је у америчкој савезној држави Индијана.

## Демографија
По попису из 2010. године број становника је 231, што је 63 (37,5%) становника више него 2000. године.
| Група             | 2000.       | 2010.       |
| Белци             | 167 (99,4%) | 228 (98,7%) |
| Афроамериканци    | 0 (0,0%)    | 0 (0,0%)    |
| Азијати           | 0 (0,0%)    | 3 (1,3%)    |
| Хиспаноамериканци | 0 (0,0%)    | 0 (0,0%)    |
| Укупно            | 168         | 231         |